# تپه ضیاءآباد ۱
تپه ضیاءآباد ۱ مربوط به دوران‌های تاریخی پس از اسلام است و در شهرستان تاکستان، بخش ضیاءآباد، مجاور بلوار ورودی شهر واقع شده و این اثر در تاریخ ۳ بهمن ۱۳۷۹ با شمارهٔ ثبت ۲۹۹۸ به‌عنوان یکی از آثار ملی ایران به ثبت رسیده است.